# Lis Jacobsen
Lis (Elisabeth) Jacobsen, född Rubin den 29 januari 1882 i Köpenhamn, död där den 18 juni 1961, var en dansk filolog, gift med historikern Jacob Peter Jacobsen.

## Biografi
Lis Jacobsen blev 1900 student och tog 1903 lärarinneexamen. 1908 blev hon magister i nordisk filologi, och året dessförinnan hade hon tilldelats Köpenhamns universitets guldmedalj. Redan 1910 disputerade hon med Studier til det danske Rigssprogs Historie fra Erik's Lov til Chr. III's Bibel. Förutom att ha gett ut en del äldre danska tryck, varav några framkom i det av henne ledda Danske Sprog- og Litteraturselskab (grundat 1912), författade hon några språkvetenskapliga studier i populärvetenskaplig form (Mand og Kvinde och Sprogets Forandring) och gav ut en handutgåva av Ludvig Wimmers stora runverk. Hon arbetade också med Ordbog over det danske Sprog (28 band, 1919–1956) och tog initiativet till Nudansk Ordbog (två band, 1953 m.fl upplagor) samt Kulturhistorisk leksikon for nordisk middelalder (22 band, 1956–1978).
Tillsammans med bl.a. Estrid Hein och Henny Magnussen bildade hon föreningen Kvindelige Akademikere 1922.

## Utmärkelser
- Tagea Brandts rejselegat for kvinder, 1928